# استنتورن
استنتورن (به انگلیسی: Stanthorne) یک روستا در بریتانیا است که در استنورن و ویمبولدزلی واقع شده‌است. استنتورن ۱۵۳ نفر جمعیت دارد.